# Роби Фаулър
Робърт Бърнард Фаулър (на английски: Robert Bernard 'Robbie' Fowler, по известен като Роби Фаулър) е известен английски футболист - нападател, който играе за австралийския отбор Пърт Глори, играещ в Австралийската първа дивизия. Фаулър дебютира за Ливърпул през 1993 г., като за 8 години отбелязва 171 гола за родния си клуб (120 от които в Премиършип). Освен за Ливърпул, Роби, когото на Анфийлд наричат Бог, е играл и за отборите на Лийдс Юнайтед и Манчестър Сити. Фаулър е четвъртият най-добър реализатор в историята на Висшата английска лига (Премиършип) след Тиери Анри, Анди Коул и Алан Шиърър
Има 26 мача за националния отбор на Англия, в които е отбелязал 7 гола.

## Ранен Живот
Като малък Фаулър бил ревностен фен на градския съперник на Ливърпул - Евертън. На 11 години започва да тренира в детската школа на Ливърпул по настояване на Джим Аспинал. Става професионалист през 1992 г. на 17-годишна възраст.

## Ливърпул
За първи път Фаулър попада в официален мач на Ливърпул на 13 януари 1993 г., когато е неизползвана резерва в мача за ФА Къп срещу Болтън Уондърърс. Вкарва гол в дебюта си на 22 септември 1993 г. в мача срещу Фулъм в първия кръг на турнира Кока-Кола Къп (сега Купа на лигата). На реванша на Анфийлд Фаулър вкарва 5 гола, по този начин става едва четвъртият футболист в историята на Ливърпул който вкарва 5 гола в един мач! Първият хеттрик на Фаулър в първенството е срещу Саутхемптън.
През сезон 1994/1995 Фаулър участва във всичките 57 мача на отбора, един от които e срещу Арсенал от Премиършип, когато отбелязва хеттрик за 4 мин. и 33 сек. (рекорд на Висшата Лига (Премиършип) за най-бърз хеттрик. Напълно заслужено идват и двете му последователни награди за млад играч на годината в Премиършип – 1994/95 и 1995/96.
За първи път е извикан в мъжкия национален отбор на Англия през 1996 г. за мача срещу България, в който влиза като резерва и записва първия си мач. Следващият мач е и неговото първо участие като титуляр - в мача срещу Хърватия. През 1996 г. е част от националния отбор на Англия на Евро '96 в което записва 2 мача.
В средата и края на 90-те Фаулър се превръща в най-големия реализатор в Англия по това време вкарвайки повече от 30 гола в три последователни сезона – 1994/95 г., 1995/96 г. и 1996/97 г.
Стан Колимор (партньор на Фаулър в нападението на Ливърпул) заявява, че Роби е най-добрият футболист с когото някога е играл.
През 1997 г. спечелва наградата на УЕФА за феърплей, след като си признава, че не е фаулиран от Дейвид Сиймън в мача срещу Арсенал на Хайбъри, въпреки че съдията е отсъдил дузпа.
През 1999 г. Футболната асоциация го глобява с 60 000 паунда за симулиране на употребяване на кокаин, след като е вкарал гол в 4-тата мин. по време на мач срещу Евертън. По този начин Фаулър иска да отговори на слуховете разпространявани от фенове на Евертън, че употребява кокаин.

## Завръщане в Ливърпул
На 27 януари 2006 г. Фаулър се завръща в Ливърпул и подписва контракт до края на сезона. За негово съжаление, любимата му фланелка с номер 9 е заета от Джибрил Сисе и той взима фланелката с номер 11. В първия си мач след завръщането Фаулър вкарва гол срещу Бирмингам Сити, но съдията на мача отменя гола заради положение на засада. В следващите няколко мача на Ливърпул на Фаулър са отменени още 2 гола, отново заради засади. Първият му гол след завръщането е срещу отбора на Фулъм (отбора, срещу който Фаулър отбелязва първия си гол за Ливърпул 13 години по-рано). Следващият му гол (срещу Уест Бромич Албиън) го нарежда на 5-о място в голмайсторската класация на Ливърпул за всички времена, изпреварвайки легендата Кени Далглиш. На рождения си ден - 9 април 2006 г., Фаулър вкарва поредния си гол за Ливърпул срещу Болтън Уондърърс.

## Успехи

### Ливърпул
- 1994/1995 - спечелва Купата на лигата. Избран е за млад футболист на годината в Англия.
- 2000/2001 - спечелва Купата на лигата. Избран е за млад футболист на годината в Англия.

- 2000/2001 - спечелва купата на Футболната Асоциация (ФА Къп)
- 2000/2001 - спечелва купата на УЕФА
- 2001/2002 - спечелва суперкупата на Европа

### Англия
- 1993 спечелва турнира на УЕФА до 18 години